# 林氏宗祠 (西壩村)
林氏宗祠，位于中国广东省云浮市郁南县连滩西坝村，为郁南县的一个县级文物保护单位，类型为古建筑，公布时间为2005年9月14日。
林氏宗祠的历史年代为清代。